# Frances Mary Hodgkins
Frances Mary Hodgkins (28 de abril de 1869 - 13 de mayo de 1947) fue una pintora neozelandesa que vivió gran parte de su vida en Inglaterra.

## Biografía
Hodgkins nació en Dunedin, Nueva Zelanda, en 1869, hija del abogado, pintor amateur y figura artística de la ciudad W.M. Hodgkins. Después de haber tenido un éxito moderado como pintora con acuarela se convirtió en una de los principales exponentes del Modernismo británico.
De adolescente asistió a la Braemar House, una escuela secundaria privada para niñas, y luego se incorporó al Columba College. Realizó su primera exposición artística en 1890, aunque se sintió opacada por su hermana, Isobel. En 1893 comenzó a estudiar con Girolamo Nerli, quien inspiró sus primeros éxitos. Se ha sugerido que durante esta época conoció a Dorothy Kate Richmond (1860-1935). Entre 1895 y 1896 asistió a la Escuela de Arte de Dunedin. 
En 1901 abandonó Nueva Zelanda para mudarse a Europa. Se estableció en Inglaterra, pero también visitó Francia, los Países Bajos, Italia y Marruecos en compañía de Richmond, a quien describió como "la mujer más querida con la cara y la expresión más hermosas. Soy muy afortunada de tenerla como compañera de viaje". Cuando regresó, estableció un estudio en Wellington, donde realizó una exhibición conjunta con Richmond en 1904. Entre sus alumnas se encontraba Edith Kate Bendall, la amante lesbiana de Katherine Mansfield. Ese mismo año Hodgkins se comprometió con un inglés, T. Boughton Wilby, y planeaba regresar a Europa para casarse con él. Sin embargo, el compromiso se rompió a último momento por razones desconocidas. Dado que no le agradaba dar clases en Nueva Zelanda, en 1906 Hodgkins regresó a Londres. 
En 1907 presentó su primera exhibición sola, en Londres. En 1911-12 impartió clases en la Académie Colarossi de París.
Durante la Primera Guerra Mundial, pasó un tiempo en Zennor Cornualles, donde trabajó con Cedric Morris, el autor de su retrato de 1917.
En 1929 se unió a la Seven and Five Society y trabajó junto a artistas más jóvenes, tales como Barbara Hepworth, Ben Nicholson y Henry Moore. Continuó pintando ya habiendo superado los setenta años de edad, pese a sufrir de reumatismo y bronquitis. 
Se recuerda principalmente a Hodgkins por sus pinturas de estilo libre, creadas sobre el final de su vida. Se inspiró ampliamente en Henri Matisse en su uso del color. Falleció en Dorchester, Dorset, en 1947.